# سايبريا II
سايبريا II (بالإنجليزية: Syberia II)‏ ، هي الجزء الثاني من سلسلة لعبة سايبريا، أنتجت سنة 2004 وتعمل على عدة أنظمة التشغيل، ومنها بلاي ستيشن 3 ومايكروسوفت ويندوز وإكس بوكس 360.

## وصلة خارجية
- سايبريا II على موقع IMDb (الإنجليزية)
- سايبريا II على موبي غيمز